# Kristyor
Kristyór ideirányít. Hasonló névvel lásd még Biharkristyór.
Kristyor (Kristyór, románul: Crișcior, németül: Kreischquell) falu Romániában, Hunyad megyében.

## Fekvése
Brádtól hat kilométerre keletre, a Fehér-Körös bal partján, hat–nyolcszáz méteres magasságban fekszik.

## Nevének eredete
Neve a Körös folyó román nevének kicsinyítő képzős alakjából való. 1439-ben Kirchorfalva, 1733-ban Kriscsor, 1760–62-ben Kristyor néven említették.

## Népessége
1880-ban 978 lakójából 882 volt román, 59 magyar és 12 német anyanyelvű; 680 ortodox, 222 görögkatolikus, 42 református és 29 római katolikus vallású.
1910-ben 2247 lakójából 1523 volt román, 631 magyar és 75 német anyanyelvű; 1428 ortodox, 483 római katolikus, 175 görögkatolikus, 76 református, 31 unitárius, 28 evangélikus és 26 zsidó vallású.
2002-ben 3046 lakosa közül 2953 volt román, 54 cigány és 27 magyar nemzetiségű; 2932 ortodox és 40 római katolikus vallású.

## Története
Vegyes nemzetiségű bányásztelepülés volt Zaránd, 1876 után Hunyad vármegyében. Első említésekor a világosi váruradalomhoz tartozott. 1710-ben Steinville tábornok, Erdély osztrák főhadparancsnoka birtokolt itt egy jól jövedelmező aranybányát. 1742-ben csupán egyetlen zúzóműve működött. Református egyháza 1766-ban 19 férfit és 21 asszonyt számlált. 1775-ben mind a nyolc református presbitere alá tudta írni a nevét. 1784. november 4-én református lelkésze és magyar nemesei, a Kristsori család tagjai váltak a Horea–Cloșca-féle parasztfelkelés első áldozataivá, parasztsága pedig részt vett a felkelésben. 1785 augusztusában a helyi Costan Popa megszökött a gyulafehérvári várbörtönből, és izgatására gyülekezni kezdtek a falusi és a környékbeli parasztok. Ezután a helyi nemesek által értesített brádi katonaság fojtotta csírába az újabb felkelést. 1786-ban 931 lakosának 48%-a volt jobbágy, 32%-a zsellér és 11%-a nemes. 1839 előtt üveghutát alapítottak benne, amely ismeretlen időben szűnt meg. 1846-ban a református lelkész hat leánynak és öt fiúnak tanította az írás–olvasást. 1848 őszén a fellkelők tizenkét református polgárát ölték meg, javarészt ismét a református gyülekezet zömét alkotó Kristyori család tagjait. 1849 májusában Csutak Kálmán tizenegy lakosát végeztette ki. A század második felében László József bányamérnök egy új aranyfoncsorozó malmot kísérletezett ki itt, amellyel a kinyert arany mennyiségét 20-40%-kal növelte. 1891-ben gyógyszertár nyílt benne. 1900-ban házai 63%-a fából, 37%-a kőből épült, 66%-ukat fedte zsindely és 34%-ukat zsúp. A századforduló körül a gurabárzai ipartelep fejlesztése több mint kétszeresére duzzasztotta lakosságát. 1956-ban vált ki belőle Gurabárza bányatelep, ahol római katolikus lakóinak többsége élt. A szocializmus alatt tizenkét blokkházat építettek benne, négyszáz lakással.

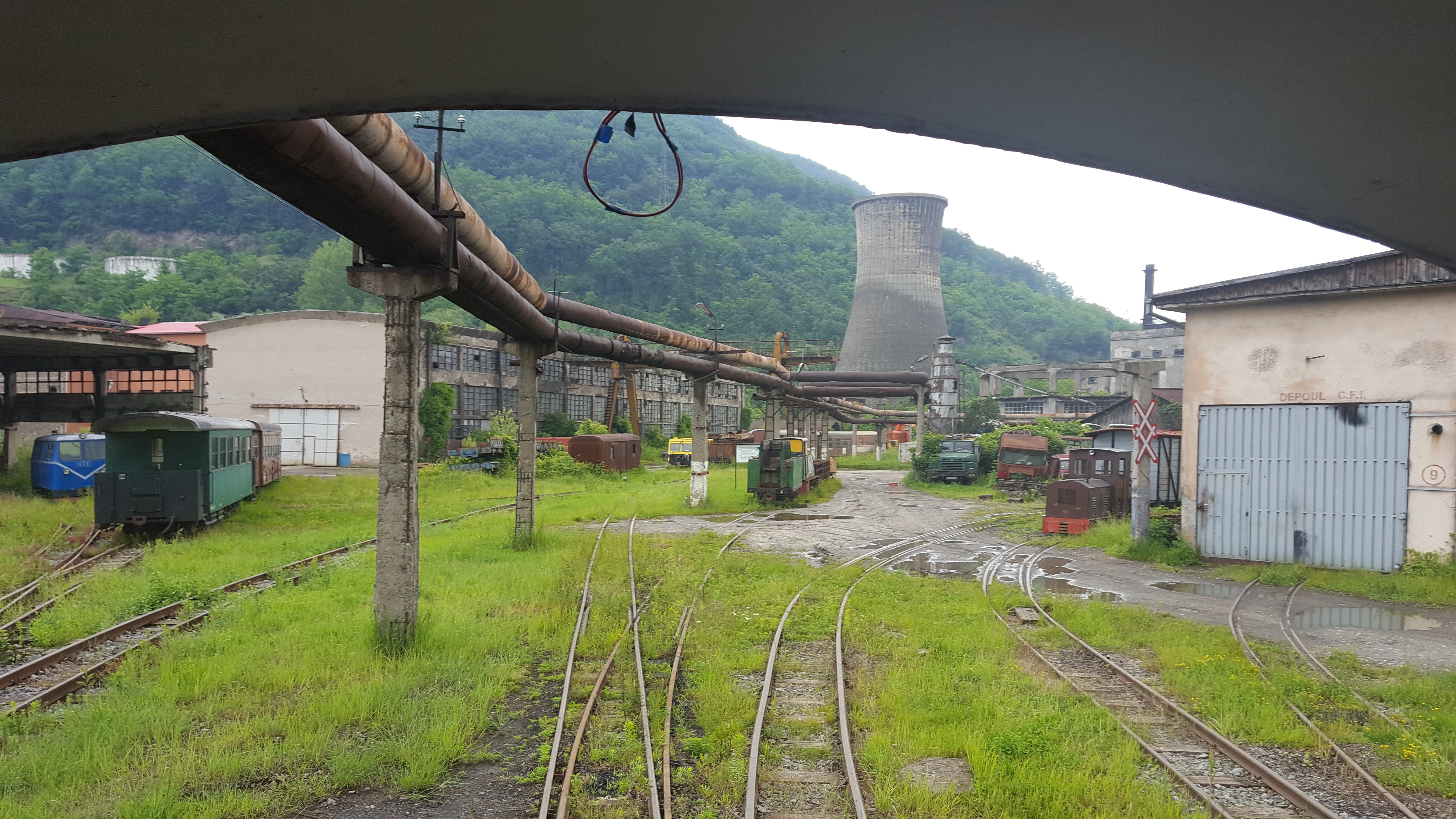
Andezitbánya

## Nevezetességei
- Gótikus, faerkélyes ortodox templomát 1375–95-ben Bâlea kenézi vagy zsupán család egyik tagja építtette téglából és kőből. Korabeli falfestményei közül az egyik a déli oldalon Szent Istvánt, Lászlót és Imrét ábrázolja. Egy másik, rossz állapotú képen maga az alapító látható feleségével, Vișával és fiával, Iovával, amint felajánlja a templomot Szűz Máriának. A templom szentélyét a 19. században kibővítették.
- A Brád és Kristyor közötti kisvasutat 1907-ben építették eredetileg azért, hogy a bánya hőerőművét szénnel lássák el. Később az ingázó bányászokat szállította Gurabárzára. Az 1970-es években megszüntették. Újabban turisztikai céllal felújították a vonalat.[8]
- Református temploma a 18. században épült. A hívők nélküli gyülekezet harangját 2001-ben Dévára szállították.[9]
- Falumúzeum.
- A római katolikus templom 1933-ban épült. 2004-re felújították.[10]

## Gazdaság
- Magában Kristyor faluban egy betongyár és egy román–máltai vegyes tulajdonú textilipari üzem működik.
- Andezitbánya

## Oktatás
- Bányászati szakiskola

## Híres emberek
- Itt született 1888-ban Mátyás Ernő református teológus, a Sárospataki Református Teológiai Akadémia professzora.
- Itt született 1901-ben Ștefan Pașca nyelvész.
- Itt született 1931-ben Furka Árpád vegyész.